# Paraclius filifer
Paraclius filifer är en tvåvingeart som beskrevs av Aldrich 1896. Paraclius filifer ingår i släktet Paraclius och familjen styltflugor. Inga underarter finns listade i Catalogue of Life.